# Pogonodaptus mexicanus
Pogonodaptus mexicanus är en skalbaggsart som beskrevs av Bates. Pogonodaptus mexicanus ingår i släktet Pogonodaptus och familjen jordlöpare. Inga underarter finns listade i Catalogue of Life.